# Municipio de Reine
El municipio de Reine (en inglés: Reine Township) es un municipio ubicado en el condado de Roseau en el estado estadounidense de Minnesota. En el año 2010 tenía una población de 94 habitantes y una densidad poblacional de 1 personas por km².

## Geografía
El municipio de Reine se encuentra ubicado en las coordenadas 48°35′46″N 95°33′25″O / 48.59611, -95.55694. Según la Oficina del Censo de los Estados Unidos, el municipio tiene una superficie total de 93.69 km², de la cual 93,47 km² corresponden a tierra firme y (0,24 %) 0,22 km² es agua.

## Demografía
Según el censo de 2010, había 94 personas residiendo en el municipio de Reine. La densidad de población era de 1 hab./km². De los 94 habitantes, el municipio de Reine estaba compuesto por el 97,87 % blancos y el 2,13 % eran de una mezcla de razas. Del total de la población el 0 % eran hispanos o latinos de cualquier raza.